# Russalpia longifurca
Russalpia longifurca är en insektsart som beskrevs av Kenneth Hedley Lewis Key 1991. Russalpia longifurca ingår i släktet Russalpia och familjen gräshoppor. Inga underarter finns listade i Catalogue of Life.